# Acacías
Acacías – miasto i gmina w Kolumbii, w departamencie Meta.